# Марсел Кейзер
Марсел Кейзер (нід. Marcel Keizer, нар. 15 січня 1969, Бадуведорп) — нідерландський футболіст, що грав на позиції півзахисника. По завершенні ігрової кар'єри — тренер. З 2019 року очолює тренерський штаб еміратської «Аль-Джазіри».

## Ігрова кар'єра
Народився 15 січня 1969 року в Бадоеведорпі. Займався футболом у низці дитячих команд, а згодом в академії «Аякса». З 1987 року включався до зяавки головної команди столичного гранда, утім протягом двох сезонів зарахував собі до активу лише чотири виходи на поле у її складі в іграх нідерландської першості.
1989 року молодий гравець перебрався до друголігового «Камбюра», де став одним із гравців основного складу. В сезоні 1991/92 допоміг команді з Льовета виграти Еерстедивізі і наступні два сезони захищав її кольори на рівні елітного нідерландського дивізіону.
Залишивши 1998 року «Камбюр», провів декільга ігор за «Де Графсхап», згодом виступав за «Еммен», а завершував ігрову кар'єру в нижчоліговому «Аргоні» у 2002—2003 роках.

## Кар'єра тренера
Розпочав тренерську кар'єру відразу ж по завершенні кар'єри гравця, 2003 року, очоливши «Неєнродес». Протягом наступного десятиріччя тренував команди нижчих дивізіонів, доки 2012 року не отримав запрошення очолити друголіговий «Телстар».
Згодом продовжував працювати на рівні Еерстедивізі з командами «Еммен», «Камбюр» та «Йонг Аякс», а влітку 2017 року очолив тренерський штаб головної команди «Аякс» (Амстердам), з якою пропрацював протягом півроку.
Протягом декількох місяців 2018 року тренував еміратську «Аль-Джазіру», яку залишив у листопаді того ж року отримавши запрошення повернутися до Європи, ставши очільником тренерський штаб клубу «Спортінга» (Лісабон). Привів команду до перемоги у розіграші Кубка Португалії 2018/19, утім був звільнений після незадовільного старту сезону 2019/20.
Невдовзі повернувся до «Аль-Джазіри», змінивши на її тренерському містку співвітчизника Юргена Стреппела. Виграв із командою чемпіонат ОАЕ в сезоні 2020/21.

## Титули і досягнення

### Як тренера
- Володар Кубка Португалії (1):

«Спортінг»: 2018-2019
- Чемпіон ОАЕ (1):

«Аль-Джазіра»: 2020-2021